# اريك ستيرن
اريك ستيرن (بالإنجليزية: Eric Stern)‏ هو مغني وملحن وموسيقي أمريكي، ولد في 9 يونيو 1971.

## وصلات خارجية
- الموقع الرسمي
- اريك ستيرن على موقع ميوزك برينز (الإنجليزية)
- اريك ستيرن على موقع ديسكوغز (الإنجليزية)